# سردشت (خوزستان)
سردشت هي مدينة إيرانية تقع في بلدة زيدون من مقاطعة بهبهان في محافظة خوزستان. حسب إحصاءات المركز الرسمي للإحصاءات الإيرانية في 2006 كان يسكن سردشت 4972 شخص.